# Lake Angelus
Lake Angelus es una ciudad ubicada en el condado de Oakland en el estado estadounidense de Míchigan. En el Censo de 2010 tenía una población de 290 habitantes y una densidad poblacional de 68,52 personas por km².

## Geografía
Lake Angelus se encuentra ubicada en las coordenadas 42°41′30″N 83°19′32″O / 42.69167, -83.32556. Según la Oficina del Censo de los Estados Unidos, Lake Angelus tiene una superficie total de 4.23 km², de la cual 2.76 km² corresponden a tierra firme y (34.76%) 1.47 km² es agua.

## Demografía
Según el censo de 2010, había 290 personas residiendo en Lake Angelus. La densidad de población era de 68,52 hab./km². De los 290 habitantes, Lake Angelus estaba compuesto por el 96.21% blancos, el 0.34% eran afroamericanos, el 0% eran amerindios, el 2.76% eran asiáticos, el 0% eran isleños del Pacífico, el 0% eran de otras razas y el 0.69% pertenecían a dos o más razas. Del total de la población el 0.34% eran hispanos o latinos de cualquier raza.

## Educación
El Distrito Escolar de Pontiac sirve una sección de la ciudad.